# Aspathines
Aspathines là một chi bọ cánh cứng thuộc họ Zopheridae. Có ít nhất một loài được mô tả thuộc chi này, là A. aeneus.